# Dolejší Hůrky
Dolejší Hůrky jsou malá vesnice, část města Postoloprty v okrese Louny v Ústeckém kraji. Nachází se asi 5,5 kilometru západně od Postoloprt. Dolejší Hůrky jsou také název katastrálního území o rozloze 1 km².

## Název
Původní název vesnice – Horka – je odvozen ze slova hórka ve významu malá hora. Tento název si lokalita podržela až do poloviny 19. století. Teprve v prvním moderním sčítáni lidu, zachycujícím stav k 31. 12. 1869, je vesnice uvedena pod názvem Dolejší Hůrky.

## Pravěk
Rovinatá pole severně od vesnice jsou místem bohatých archeologických nálezů. Většinou byly získány na počátku 20. století. Nejpočetněji je zastoupeno období neolitu a eneolitu. V roce 1905 byla nalezena skupina hrobů z období kultury s vypíchanou keramikou (cca 5000–4400 př. n. l.) V jednom z nich se nacházel mramorový náramek, který se v nálezech z této doby vyskytuje velmi zřídka. Kromě toho se ve sbírkách žateckého muzea nachází množství keramických zlomků z období kultur s lineární keramikou a zvoncovitých pohárů. Kulturu se šňůrovou keramikou zastupuje kamenný sekeromlat. Mezi nálezy z Hůrek je i keramika knovízské kultury.

## Historie
Problém pro studium nejstarších dějin Dolejších Hůrek představuje fakt, že asi 10 km vzdušnou čarou od sebe už ve 14. století existovaly dvě vesnice, které se jmenovaly stejně: Horka. Někdy mezi roky 1346 a 1350 řešil sudí Žateckého kraje Vilém z Egerberka spor o majetek ve vsi Horka mezi žateckým měšťanem Frenclínem a rytířem Ješkem z Dobříčan. Zápis není datovaný; formulářovou sbírku, v níž je obsažený, kladou medievisté do rozmezí let 1346–1350. S pozdějšími Dolejšími Hůrkami ztotožnil zápis Antonín Profous. Naproti tomu německá Vlastivěda žateckého okresu z počátku 20. století vztahuje spor k dnes zaniklé vesnici Hůrky u Libočan, která se rovněž ve středověkých pramenech nazývala Horka. Vzhledem k blízkosti obou Horek k Žatci i Dobříčanům a bez znalosti dalších okolností nelze rozhodnout, ke které z lokalit se zpráva vztahuje.

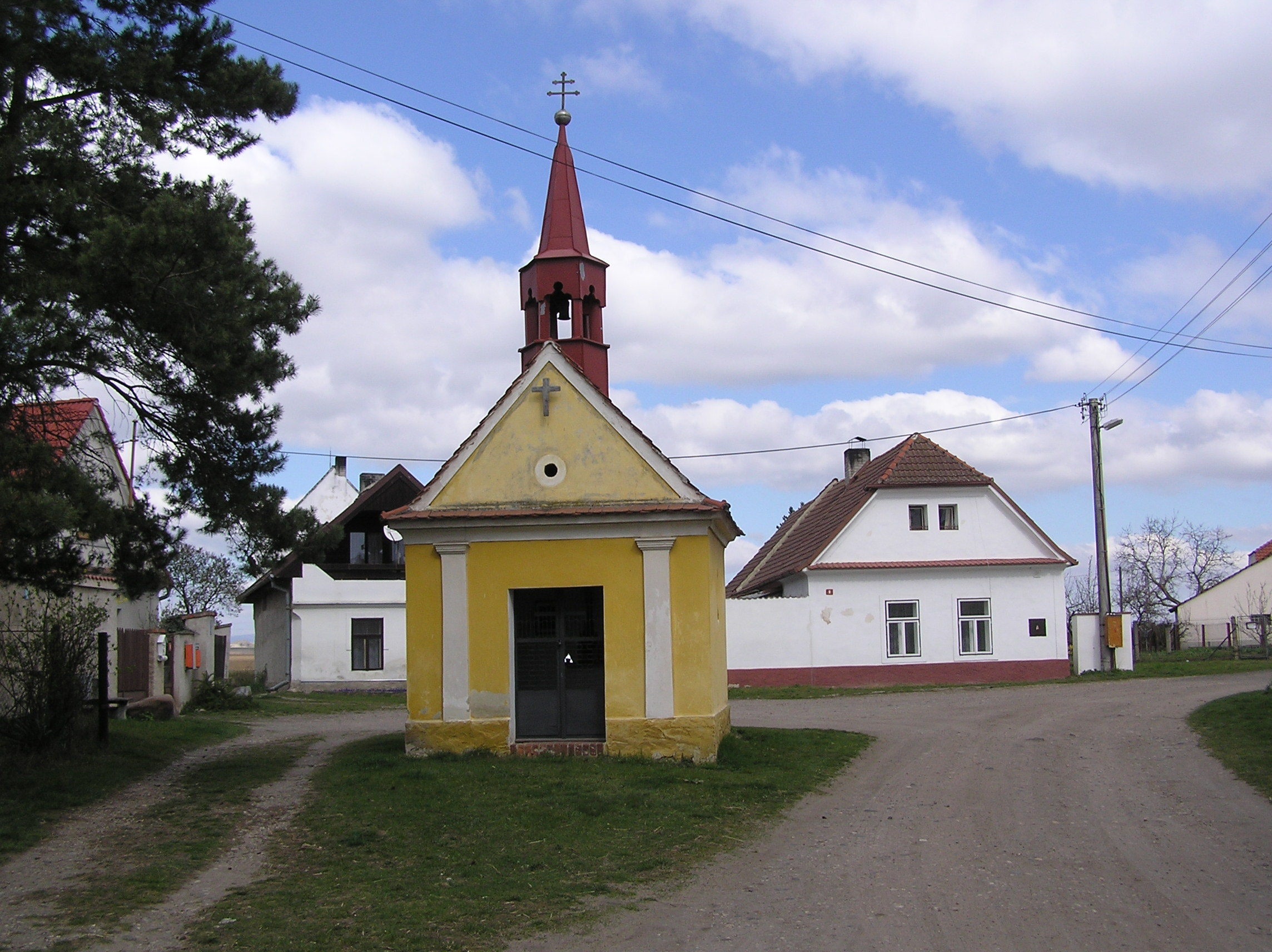
Kaple na návsi

Na jistou půdu se dostáváme teprve v polovině 15. století. V roce 1454 totiž muselo město Žatec vrátit královské komoře mj. vesnici Horku, které se neoprávněně zmocnilo za husitských válek. O Horku u Libočan jít nemůže, protože tam měli Žatečtí majetky už dávno před tím. V Horce tehdy odvádělo platy osm poddaných. Jednalo se o osm kop grošů, třicet kuřat a 240 vajec. Horka byla od té doby součást postoloprtského panství. Neznámo kdy ale čtyři statky z Horky přešly pod panství Bitozeves, zbývající čtyři zůstaly při Postoloprtech. V roce 1556 tak patřila jedna část vesnice bratřím Janovi a Jakubovi Hruškům z Března sídlem v Bitozevsi, druhá část Janovi z Veitmile na Postoloprtech. Rozdělení trvalo až do roku 1767, kdy panství Nový Hrad koupil říšský kníže Josef Schwarzenberg.

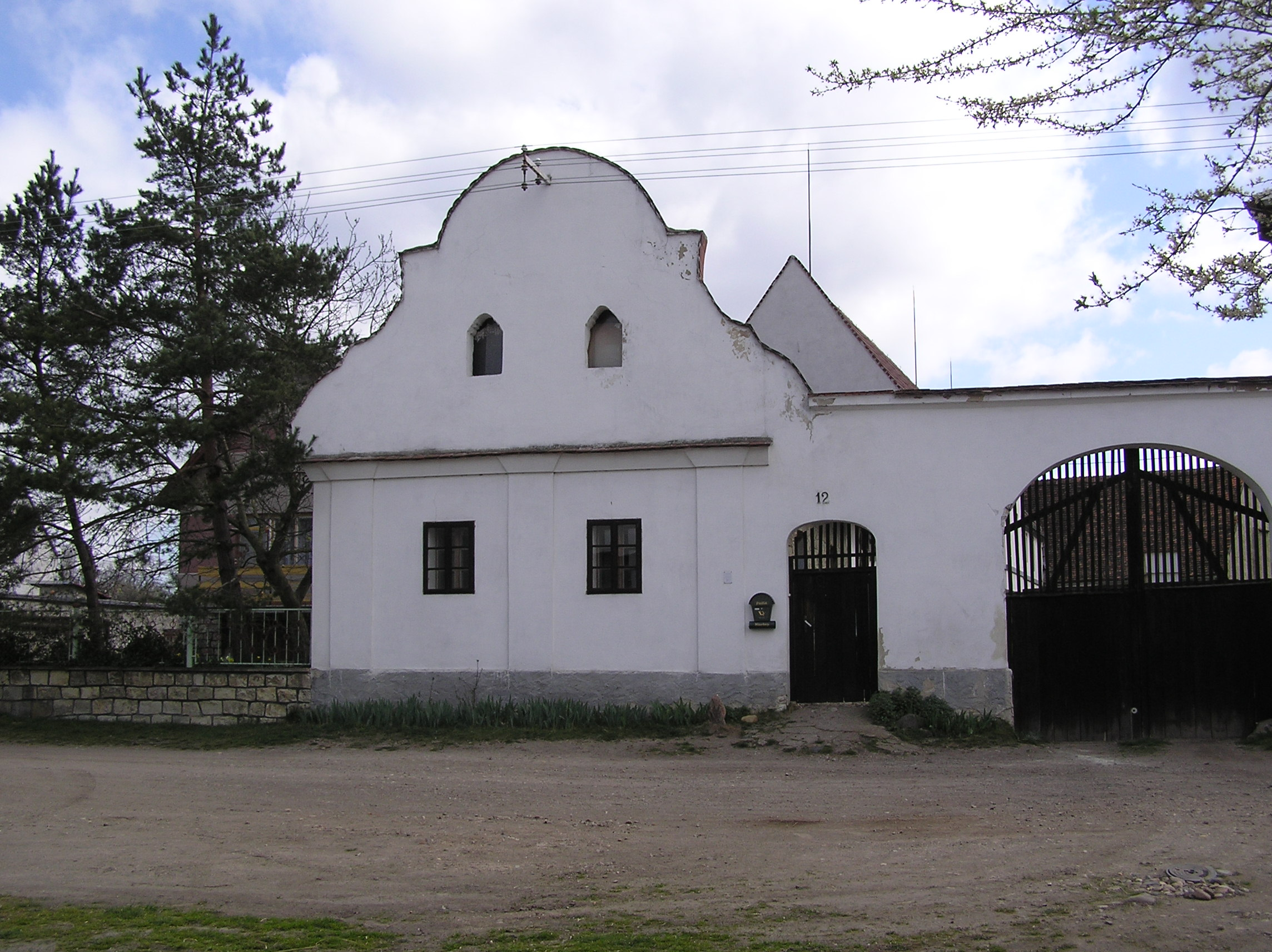
Dům čp. 12

Za třicetileté války vesnice málem zanikla. Podle berní ruly z roku 1654 bylo všech šest hospodářství pustých. Jen na novohradském dílu žil chalupník Martin Amler. Vrchnosti ale měly zájem válkou zpustošené vesnice obnovit, a tak už v polovině 18. století byly podle tereziánského katastru všechny grunty obydlené a platily berni. Na mapě prvního vojenského mapování z šedesátých let 18. století je zakreslený rybník, který se nacházel jihozápadně od dnešní železniční zastávky. V roce 1843 už byla na jeho místě pole, jak ukazuje indikační skica. Rybník zřejmě existoval mnohem dříve než v 18. století. Zřejmě byl dědictvím rybníkařské konjunktury v 16. století. Napájel ho Hůrecký potok, nazývaný německy Wiesenbach (Luční potok). Poloha rybníka je v terénu patrná i v současnosti. Od poloviny 17. století žilo v Hůrkách převážně německy mluvící obyvatelstvo. Za první republiky tvořili Němci 90 % obyvatel.
V Dolejších Hůrkách nikdy nevznikl obecní úřad. Od roku 1850 až do správní reorganizace v roce 1981 patřila vesnice pod Lišany. Poté se spolu s nimi stala místní částí Postoloprt.

## Pamětihodnosti
- Statek čp. 12 na návsi má štít ve slohu selského baroka.
- Kaplička na návsi má průčelí členěné pilastry a nad nimi trojúhelníkový štít.
- V poli severně od vsi stojí výklenková kaplička, již bez plastiky světce. Podle slohové charakteristiky lze klást vznik všech tří objektů kamsi k polovině 19. století.

## Obyvatelstvo
| Rok            | 1869 | 1880 | 1890 | 1900 | 1910 | 1921 | 1930 | 1950 | 1961 | 1970 | 1980 | 1991 | 2001 | 2011 | 2021 |
| -------------- | ---- | ---- | ---- | ---- | ---- | ---- | ---- | ---- | ---- | ---- | ---- | ---- | ---- | ---- | ---- |
| Počet obyvatel | 88   | 105  | 111  | 107  | 82   | 81   | 87   | 64   | 51   | 53   | 28   | 24   | 23   | 23   | 34   |
| Počet domů     | 15   | 17   | 18   | 18   | 18   | 18   | 20   | 22   | 14   | 14   | 9    | 16   | 15   | 15   | 15   |

## Galerie

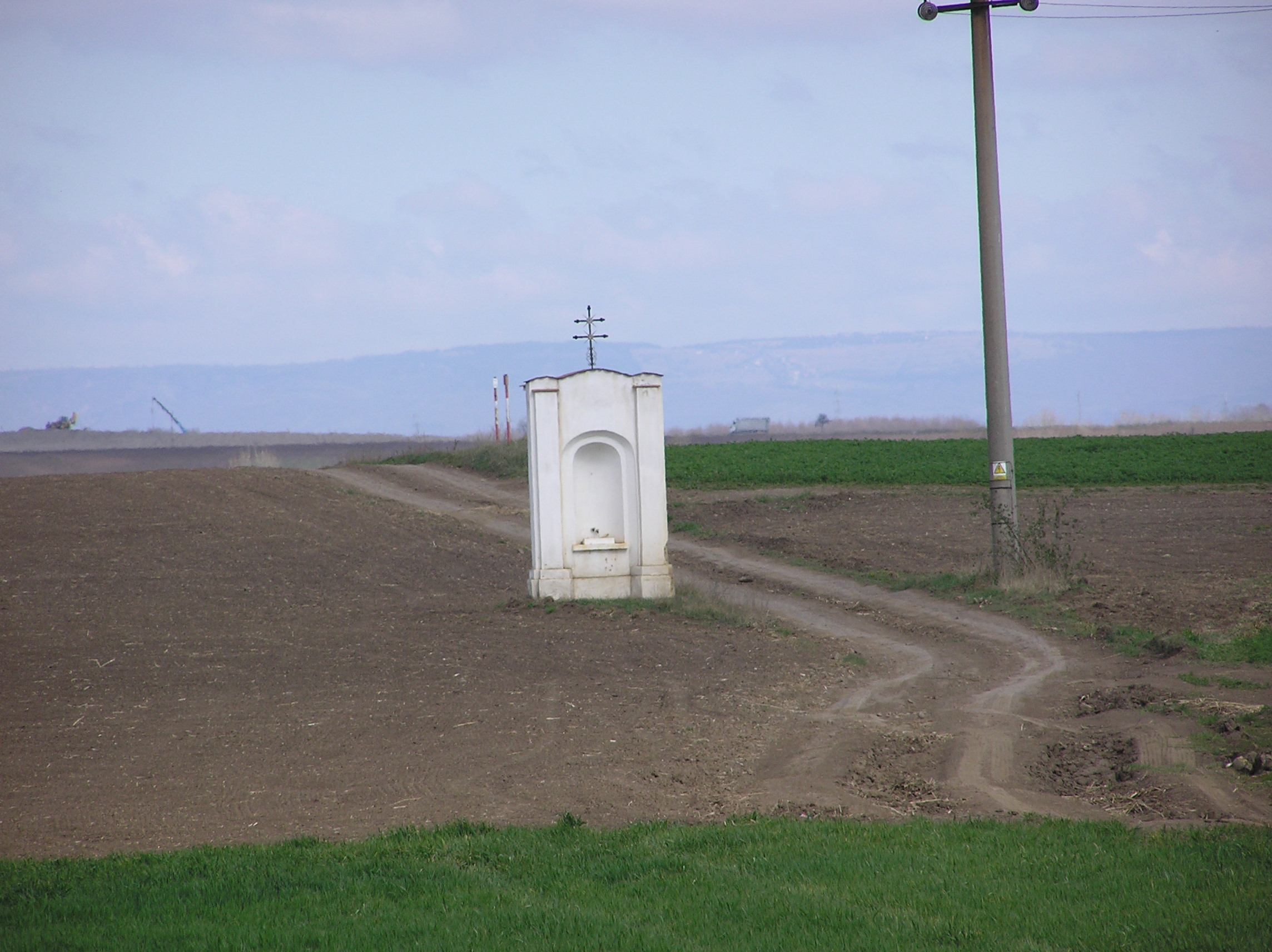
Výklenková kaplička u vsi
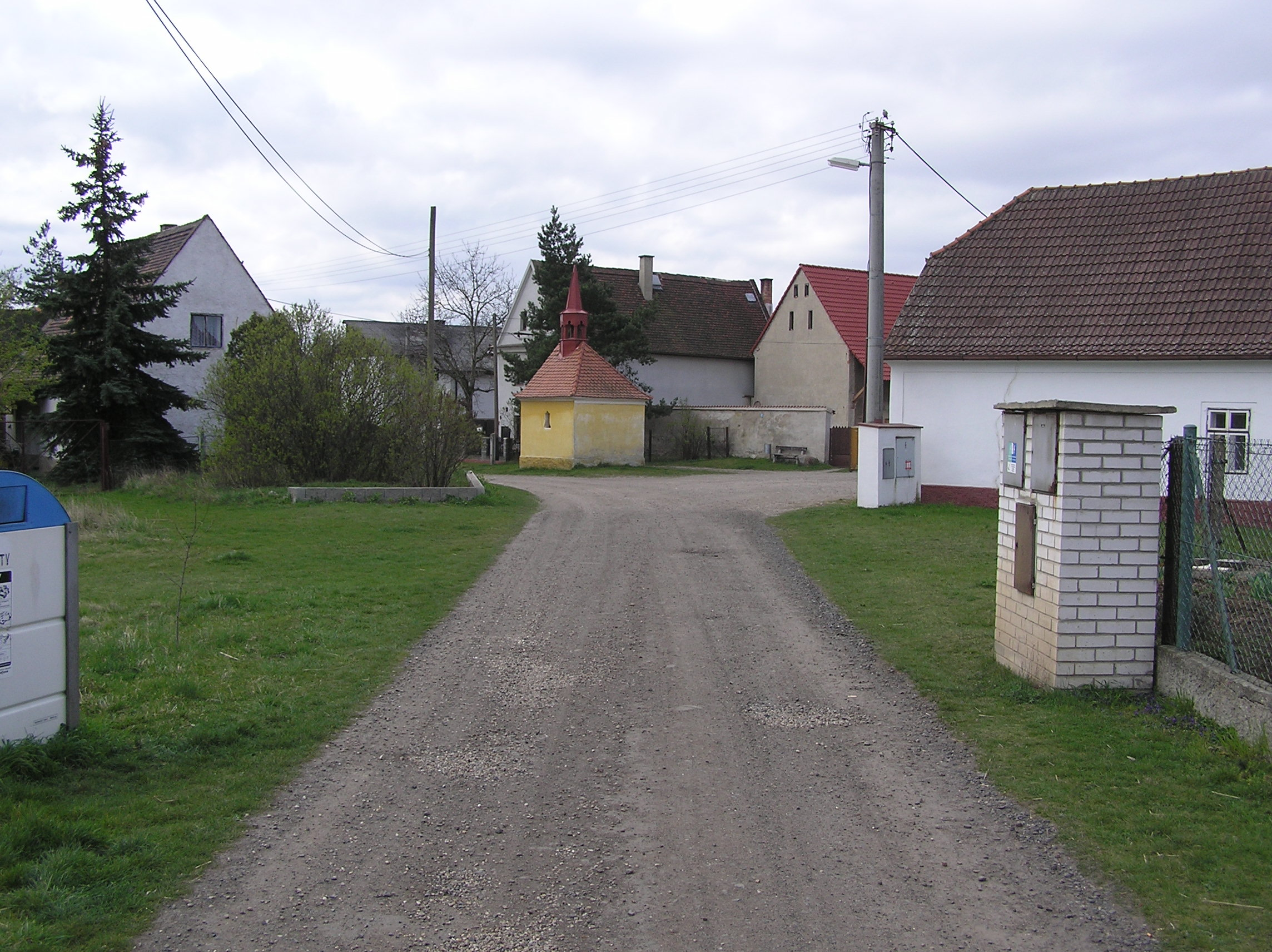
Náves